# Paulo de Almeida
Paulinho, właśc. Paulo de Almeida (ur. 15 września 1933 w Campos, zm. 8 listopada 2013 tamże) – piłkarz brazylijski, występujący na pozycji napastnika.

## Kariera klubowa
Paulinho przez całą karierę piłkarską związany z CR Flamengo, gdzie występował w latach w 1951–1958 roku. W Flamengo występował przez 8 lat i zdobył w tym czasie dwukrotnie mistrzostwo stanu Rio de Janeiro – Campeonato Carioca w 1954 i 1955 roku. Ogółem w barwach Flamengo wystąpił w 143 meczach, w których strzelił 59 bramek. W latach 1958–1959 występował w SE Palmeiras, z którym mistrzostwo stanu São Paulo – Campeonato Paulista w 1959 roku.

## Kariera reprezentacyjna
W reprezentacji Brazylii Paulinho zadebiutował 11 kwietnia 1956 w towarzyskim meczu z reprezentacją Szwajcarii, wchodząc po przerwie za Sabarę. 9 maja 1956 w przegranym 2-4 meczu z Anglią zdobył swoją jedyną bramkę w reprezentacji. Był to również jego ostatni mecz w reprezentacji. Ogółem w reprezentacji wystąpił w 6 meczach i strzelił 1 bramkę.